# Farma (2. sezona)
Druga sezona hrvatskog reality showa Farma prikazivala se od 1. ožujka do lipnja 2009. na Novoj TV. Pobjednik sezone bio je Mario Mlinarić.

## Voditelji
- Mia Kovačić[2]
- Dražen Kocijan[2]
- Nikolina Pišek[2]

### Mentor
- Josip Tučkorić – Joža

## Farmeri
U prvoj je epizodi na farmi stiglo 14 natjecatelja.
- Mario Mlinarić pobjednik
- Dino Bubičić finalist
- Ivana Paris finalistica
- Petra Maroja diskvalificirana zbog tučnjave
- Sonja Kovač napustila farmu 12. tjedan
- Danica Apostolski napustila farmu 11. tjedan
- Marina Perazić napustila farmu 10. tjedan
- Jurica Pađen napustio farmu 9. tjedan
- Boris Jelinić napustio farmu 8. tjedan
- Seid Memić Vajta napustio farmu 7. tjedan
- Simona Gotovac napustila farmu 6. tjedan
- Marija Štrajh napustila farmu 5. tjedan
- Renato Đošić Renman napustio farmu 4. tjedan zbog ozljede stopala
- Stjepan Barišić Gego diskvalificiran
- Pjer Žardin napustio farmu 2. tjedan
- Tanja Jovanović samovoljno napustila farmu 2. tjedan
- Ante Gotovac napustio farmu 1. tjedan

### Tjedne uloge
| Tjedan        | 1.     | 2.     | 3.     | 4.     | 5.     | 6.     | 7.     | 8.     | 9.     | 10.    | 11.    | 12.    | 13.    |
| ------------- | ------ | ------ | ------ | ------ | ------ | ------ | ------ | ------ | ------ | ------ | ------ | ------ | ------ |
| Gazda         | Ivana  | Simona | Dino   | Boris  | Vajta  | Sonja  | Jurica | Petra  | Mario  | Simona | Dino   | Simona | Mario  |
| Sluga         | Vajta  | Pjer   | Gego   | Vajta  | Sonja  | Vajta  | Marina | Marina | Ivana  | Sonja  | Simona | Petra  | Ivana  |
| Sluga         | Marija | Sonja  | Simona | Marija | Dino   | Jurica | Sonja  | Jurica | Marina | Mario  | Gianna | Dino   | Simona |
| Prvi duelist  | Marija | Pjer   | Gego   | Marija | Sonja  | Vajta  | Marina | Jurica | Marina | Sonja  | Simona | Dino   | Simona |
| Drugi duelist | Ante   | Ivana  | Mario  | Vajta  | Simona | Mario  | Boris  | Gianna | Ante   | Marina | Gianna | Sonja  | Dino   |

Podebljanim slovima označeno je ime duelista koji je izgubio u dvoboju.

## Vanjske poveznice
- Službena stranica
- Farma u internetskoj bazi filmova IMDb-a